# Nothobranchius furzeri
Nothobranchius furzeri är en art av årstidsfisk som lever endemiskt i och omkring floden Save i Moçambique och Zimbabwe, bland annat i Gonarezhou nationalpark. Hanarna kan växa upp till 6,5 cm, honorna något mindre. Den är populär bland akvarister som specialiserat sig på äggläggande tandkarpar ("killifiskar"), som föder upp dem i akvarier.

## Akvarieförhållanden
Som flertalet andra äggläggande tandkarpar kan arten hållas i 40–60-liters akvarium. Hannarna är aggressiva mot andra hanar av samma art. Arten kan hållas tillsammans med andra tropiska och subtropiska fiskar med ungefär samma storlek. För att undvika korsningar bör man dock inte hålla dem samman med andra arter ur släktet Nothobranchius.

## Uppfödning
Denna årstidsfisk gräver ner äggen i bottenmaterialet varefter äggen behöver en 5–7 månader lång diapaus i lätt fuktigt material – gärna torv – innan de åter läggs ner i vatten, och kläcks.